# Giannutri
Giannutri ist eine Insel, die zu Italien gehört. Sie ist die südlichste und östlichste Insel des Toskanischen Archipels und ein Naturschutzgebiet. Ihr antiker Name lautete Dianium.
Giannutri hat 27 Einwohner (Stand: Volkszählung 2011).

## Geographie
Die Insel hat die Form eines Halbmondes, erstreckt sich von Norden (Punta Secca) bis Süden (Punta del Capel Rosso) über drei Kilometer, und ist maximal 500 Meter breit. Ihren höchsten Punkt erreicht sie im Poggio Capel Rosso  mit 88 m s.l.m. Weitere Anhöhen sind Poggio del cannone (68 m), Monte Mario (79 m) und Monte Adami (43 m). Die Flächenausdehnung beträgt 2,60 km².
Die Küste ist zerklüftet und felsig und wird nur von zwei Stränden unterbrochen, nämlich der Bucht „Cala dello Spalmatoio“ (im Nordosten) und „Cala Maestra“ (im Nordwesten).
Giannutri gehört administrativ zur Gemeinde Isola del Giglio in der Provinz Grosseto.

## Sehenswürdigkeiten
- Bemerkenswert sind die zahlreichen Höhlen, die sich entlang der Küste befinden. Die bekannteste ist die Grotte „Cala dei Grottoni“ im südlichsten Inselbereich.
- Die Villa Romana (römische Villa) wurde im 2. Jahrhundert durch die Familie Domitius Ahenobarbus erbaut und ist heute noch als Ruine vorhanden.
- Faro di Capel Rosso, Leuchtturm, 1861 erbaut.
- Porto Romano, römischer Hafen.

Die Villa Romana, im Hintergrund der Monte Argentario auf dem italienischen Festland
Römischer Hafen Porto Romano
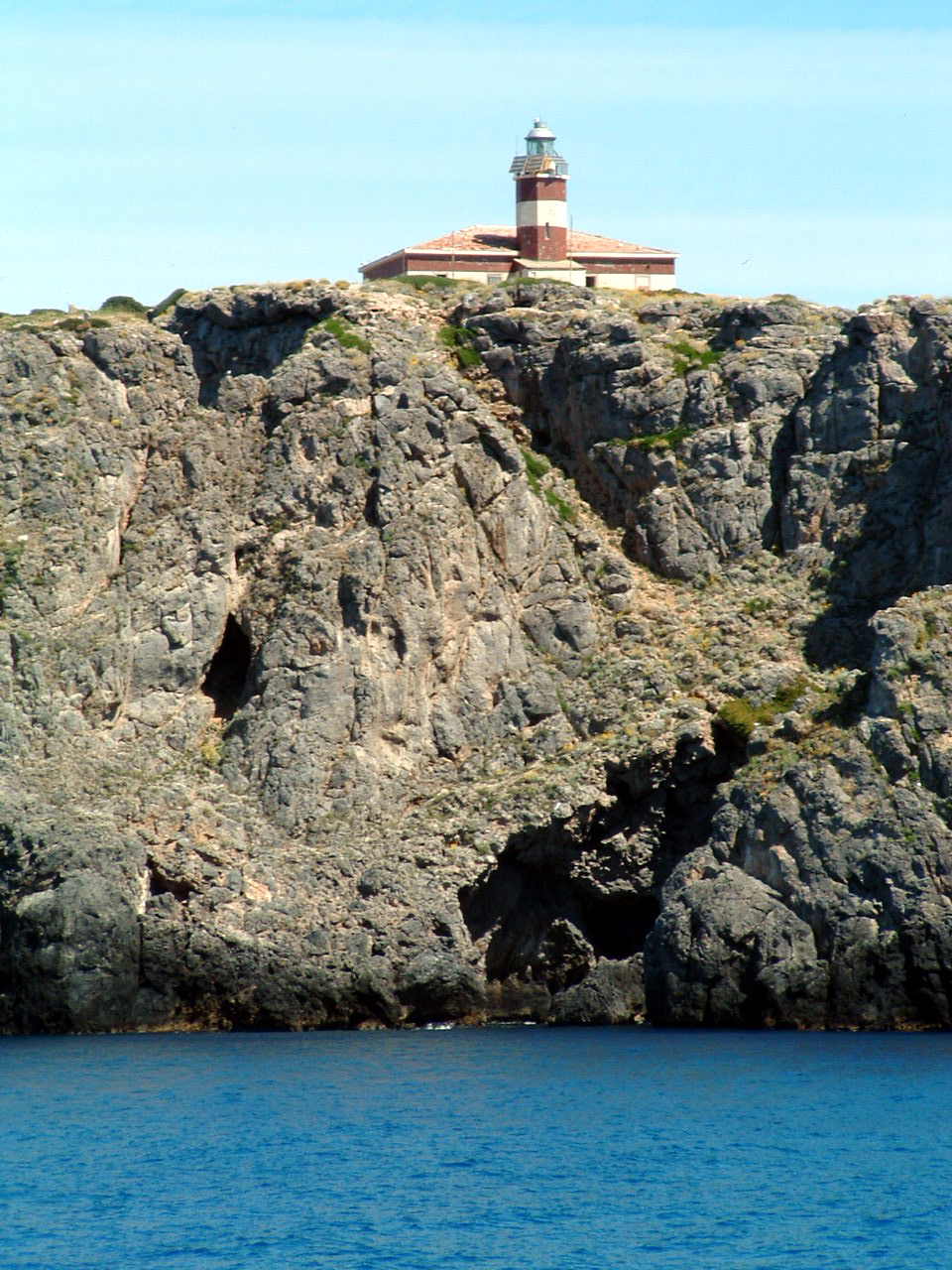
Der Leuchtturm der Insel

## Klima
Das Klima ist im Winter besonders mild, was die dort gedeihenden tropischen Pflanzen (Euphorbia, Palmen und wilde Orchideen) bezeugen.